# DAF 33
DAF 33 — компактный легковой автомобиль-седан, выпускавшийся нидерландской компанией DAF в период с 1967 по 1974 год. Внешне и технически он мало отличался от своего предшественника Daffodil.
В 1966 году дебютировал DAF 44 в стиле Michelotti, который конкурировал практически в том же сегменте рынка, что и дизайн на основе нарциссов; но 33, затраты на разработку которого давно амортизировались, остались в производстве с новым названием. Более роскошная версия стала доступна в 1969 году. После этого автомобиль изменился очень мало: однако в 1972 году 6-вольтовая электрическая система была заменена на 12-вольтовую.
DAF 33, как и другие автомобили DAF, имел бесступенчатую систему трансмиссии DAF Variomatic.